# Не-читальник
«Не-читальник» — книжечка-оповідання Леся Мартовича.

## Історія видання
Видруковано у Чернівцях накладом Печатні Г.Чоппа в 1889 році. Перша, за ліком, та пробне видання покутського автора, яке складалося з одного оповідання на 12 сторінках.

## Зміст
- Не-читальник.